# 天国と地獄 (ヴァンゲリスのアルバム)
『天国と地獄』（てんごくとじごく、Heaven And Hell）は、ヴァンゲリスのアルバム。

## 収録曲
1. 天国と地獄 パート1 - Heaven And Hell Part 1 (17:00)
2. ソー・ロング・アゴー、ソー・クリアー - So Long Ago, So Clear (5:03)
3. 天国と地獄 パート2 - Heaven And Hell Part 2 (21:14)

- 日本語曲名及び収録時間は、日本国内盤(BVCM-37678)による。

### 備考
ドイツ再発売盤LP(PL 70009)の盤面には、分・秒数の詳細はないものの、次の細目が記載されている。その一部はベスト盤での抜粋収録時の曲名として使用されている。以下、日本語曲名は『白羊宮の巨星』の日本国内盤LP(RVP-6361)、分・秒数は1996年の英国ベスト盤CD『gift...』（74321 393372）等による。
- Heaven and Hell Part 1
  - Bacchanale - バッカス祭 (4:39)
  - Symphony To The Powers B ※1
  - 2nd Movement
  - 3rd Movement (4:07)
  - So Long Ago, So Clear (5:03)
- Heaven and Hell Part 2
  - Intestinal Bat ※2
  - Needles & Bones (3:25)
  - 12 O'Clock (5:35) ※3
  - Aries - 白羊宮 (5:40) ※4
  - A Way (3:29)
- ※1 The Powers とはキリスト神学における第６階級の天使「能天使」のこと。神の命により、天に背いた悪魔達を滅ぼす役目を持つが、悪魔と接する機会が多いため堕落しやすいとされる。
- ※2 Intestinal とは「腸内に寄生する」という意味の形容詞。
- ※3 ベスト盤では約5分35秒の曲として収録されるが、これは本アルバムにおける本来の「12 O'Clock」相当楽章の後半部分に当たる。前半部分（約3分12秒）を含めた約8分47秒が本来の「12 O'Clock」となる。
- ※4 Ariesは西洋占星術の「白羊宮」、つまり牡羊座のことで、ヴァンゲリスの星座でもある。ベスト盤では約5分40秒の曲として収録されるが、これは本アルバムにおける後続曲である「A Way」を含めて1曲として扱われるためである。前半部分（約2分11秒）のみが本来の「Aries」となる。

## 概要
パリからロンドンに拠点を移し、RCAレコードと契約して最初にリリースしたアルバム。

古いフィルムスタジオを改装して開設した個人スタジオ"NEMO"で制作された初作品。

「ソー・ロング・アゴー、ソー・クリアー」でイエスのジョン・アンダーソンがボーカルで参加している。なお、この作品をリリースする前年(1974年)、ヴァンゲリスがリック・ウェイクマンの後任キーボード奏者としてイエスに加入するという報道がなされた。諸々の事情から実現はしなかったが、この報道に加えて、ボーカルのジョン・アンダーソンが本作に参加した事もあって、イエスのファンにもヴァンゲリスの存在が知られる様になった。